# Australian Film Institute
Das 1958 gegründete Australian Film Institute (AFI) mit Sitz in Melbourne hat den Zweck, australische Film- und Fernsehproduktionen zu fördern.

## Geschichte
Es wurde 1958 als gemeinnützige Organisation ins Leben gerufen, um in Australien den Aufbau einer eigenständigen Filmindustrie zu fördern. Sie ist seither Mitproduzent und Finanzier vieler australischer Produktionen, unter anderem von David Lynchs Eraserhead und wird durch öffentliche Mittel, Firmensponsoren und Mitgliedsbeiträge (ca. 10.000 Mitglieder) finanziert.
Im August 2011 gründete das AFI die Australian Academy of Cinema and Television Arts (AACTA). Sie entstand nach dem Vorbild der US-amerikanischen Academy of Motion Picture Arts and Sciences und der British Academy of Film and Television Arts. Die Hauptaufgabe der Academy, in der in 15 Untergruppen (Chapter) Vertreter aus allen relevanten Film- und Fernsehberufen vertreten sind, ist die Vergabe der AACTA Awards, die die seit 1958 AFI Awards ersetzen werden. Zum ersten Präsidenten der Academy wurde der Schauspieler Geoffrey Rush ernannt.

## Bester Film – Preisträger (Auswahl)

### AFI Awards
- 1976: The Devil's Playground
- 1978: Newsfront
- 1979: Meine brillante Karriere (My Brilliant Career)
- 1980: Der Fall des Lieutnant Morant (Breaker Morant)
- 1981: Gallipoli
- 1982: Zwei einsame Herzen (Lonely Hearts)
- 1986: Malcolm
- 1987: Das Jahr meiner ersten Liebe (The Year My Voice Broke)
- 1988: Der Navigator (The Navigator: A Medieval Odyssey)
- 1989: Ein Schrei in der Dunkelheit (Evil Angels)
- 1990: Flirting – Spiel mit der Liebe (Flirting)
- 1991: Proof – Der Beweis (Proof)
- 1992: Strictly Ballroom – Die gegen alle Regeln tanzen (Strictly Ballroom)
- 1993: Das Piano (The Piano)
- 1994: Muriels Hochzeit (Muriel's Wedding)
- 1995: Angel Baby
- 1996: Shine
- 1997: Kiss or Kill
- 1998: The Interview
- 1999: Two Hands
- 2000: Das Geheimnis der Alibrandis (Looking for Alibrandi)
- 2001: Lantana
- 2002: Long Walk Home (Rabbit-Proof Fence)
- 2003: Japanese Story
- 2004: Somersault – Wie Parfum in der Luft (Somersault)
- 2005: Look Both Ways
- 2006: 10 Kanus, 150 Speere und 3 Frauen (Ten Canoes)
- 2007: Unter der Sonne Australiens (Romulus, My Father)
- 2008: The Black Balloon
- 2009: Samson & Delilah (Samson and Delilah)
- 2010: Königreich des Verbrechens (Animal Kingdom)

### AACTA Awards
- 2011: Red Dog
- 2012: The Sapphires
- 2013: Der große Gatsby (The Great Gatsby)
- 2014: Der Babadook (The Babadook)
- 2014: Das Versprechen eines Lebens (The Water Diviner)
- 2015: Mad Max: Fury Road
- 2016: Hacksaw Ridge – Die Entscheidung (Hacksaw Ridge)